# Pero giganteus
Pero giganteus är en fjärilsart som beskrevs av Grossbeck 1910. Pero giganteus ingår i släktet Pero och familjen mätare. Inga underarter finns listade i Catalogue of Life.